# 그해 겨울은 따뜻했네
《그 해 겨울은 따뜻했네》는 박완서의 1983년작 소설이다.

## 줄거리
한국전쟁 당시 언니인 수지는 여동생 오목이를 고의로 방치했다. 수지는 신경쓰지 않고 오빠 덕으로 좋은 남편을 만나 결혼하게 된다. 그 후에 여동생에 대한 죄책감을 느낀 그녀는 수소문하여 같은 이름의 소녀가 고아원에 있다는 것을 알아낸다.
그녀는 오목이에게 삶의 축이 꺾이고 입소문이 나는걸 원치 않기에 진실을 밝히지 않는다. 오빠도 여동생을 직접 돕기 보다는 익명의 복지가로서 도와준다.
한편 오목이가 그녀의 옛 애인 인재와 만나게 된다. 수지는 질투심에 휩싸여 그 둘을 헤어지게 한다. 오목이는 보일러공 일환과 살게 되지만 술과 폭력이 난무하는 고통의 나날이 계속될 뿐이였다.
이후 수지는 자선사업을 하는 귀부인이 된다. 집 보일러를 수리하는 과정에서 일환과 오목을 만나게 되자, 어린시절 고아가 되게하고, 고아원에서 만났지만 진실을 밝히지 않은 것, 인재와 헤어지게 한 자신의 과거 행동에 죄책감을 느껴 괴로워하고, 오목이 남편을 중동 건설 현장으로 보내 줄 수없냐는 부탁을 들어준다. 
오목이의 남편은 중동으로 떠났다. 동시에 오목이의 결핵이 심해져서 유일한 의지처인 수지에게 네 남매를 부탁하고 수지의 품에서 죽음을 맞는다.  수지는 오목이의 임종을 맞으며 참회하지만 오목이 그 참회를 들었는지는 알 수 없다.

## 등장인물
- 수지: 한국전쟁당시 여동생을 버리고 살아가는 위선적 인물이나 여동생이 임종을 맞는 순간에 참회한다.
- 오목이: 수지가 버린 여동생. 고아원에서 살다가 어느집의 양자로 입양된다. 하지만 이용되는 것이 싫어 도피한다. 이후 고아원 출신 보일러공과 2남 3녀를 두고 가난하게 살다가 결핵으로 사망한다.
- 수철: 수지의 오빠. 그녀를 후원하는 등 많은 역할을 했다.